# Лаверецкий, Иван Акимович
Иван Акимович Лаверецкий (1840—1911) — русский художник-мозаичист и скульптор, академик мозаики Императорской Академии художеств. Известен своими мозаичными панно в Исаакиевском соборе и надгробиями на Тихвинском кладбище.

## Биография
Сын скульптора-литейщика  Акима Панфиловича Лаверецкого (1805–1888). Младший брат скульптора Николая Акимовича Лаверецкого (1839–1907).
Учился в Императорской Академии художеств. Окончил Академию художеств в 1863 году. Награждался Академией: малая серебряная медаль (1861), малая серебряная медаль (1863) и звание неклассного художника по живописи. Звание классного художника 3-й степени по скульптуре (1868). Звание классного художника 2-й степени по мозаике (1873) за работу «Голова Спасителя». Звание классного художника 1-й степени по мозаике (1874). Звание академика мозаики (1878).

## Работы
- Исаакиевский собор.Тайная вечеря. 1887. Мозаика. По оригиналу С. А. Живаго (1805—1863) — совместно с И. А. Пелевиным, И. И. Кудриным, Н. Ю. Силивановичем, В. А. Колосовым, Ф. Ф. Гартунгом, Н. М. Голубцовым и М. П. Муравьевым[2].
- Участие в создании монумента Богдану Хмельницкому в Киеве. Автор монумента — скульптор М. О. Микешин[3].

Из работ Ивана Акимовича выдаются: мозаичный образ «Несение Креста», фигуры Пилата и в образе «Се человек».